# Annamské pohoří
Annamské pohoří (vietnamsky Dãy Trường Sơn, laosky ພູ ຫລວງ, francouzsky Cordillère annamitique) je horské pásmo na poloostrově Zadní Indie, které tvoří hranici mezi Vietnamem a Laosem, nejjižnějšími výběžky zasahuje také na kambodžské území. Pohoří je dlouhé 1100 km a široké okolo 130 km, nejvyšší horou je Phou Bia s 2819 m n. m. Bylo vyvrásněno v období triasu a je tvořeno převážně rulou, pískovcem a žulou. Na severní a jižní část je dělí průsmyk Mụ Giạ (418 m n. m.), západní část stupňovitě klesá do údolí řeky Mekong, východní svahy jsou příkré a řeky z nich (Ben Hai, Hàn) tečou rovnou do Jihočínského moře.
Hory jsou porostlé převážně tropickými střídavě vlhkými lesy, podnebí je ovlivňováno monzuny, období sucha trvá od prosince do dubna. V regionu žije množství vzácných zvířat, jako je saola, tygr indočínský, gaur, luskoun krátkoocasý, langur duk nebo králík Timminsův. Za vietnamské války vedla přes pohoří strategická Ho Či Minova stezka, boje vedly také k rozsáhlému odlesňování pomocí defoliantu Agent Orange. Původními obyvateli jsou horské kmeny jako Hmongové, Nungové, Katangové nebo Sedangové, od sedmdesátých let vietnamská vláda podporuje rozsáhlé přistěhovalectví Vietů, kteří již v mnohých oblastech tvoří většinu.